# Użytki zielone

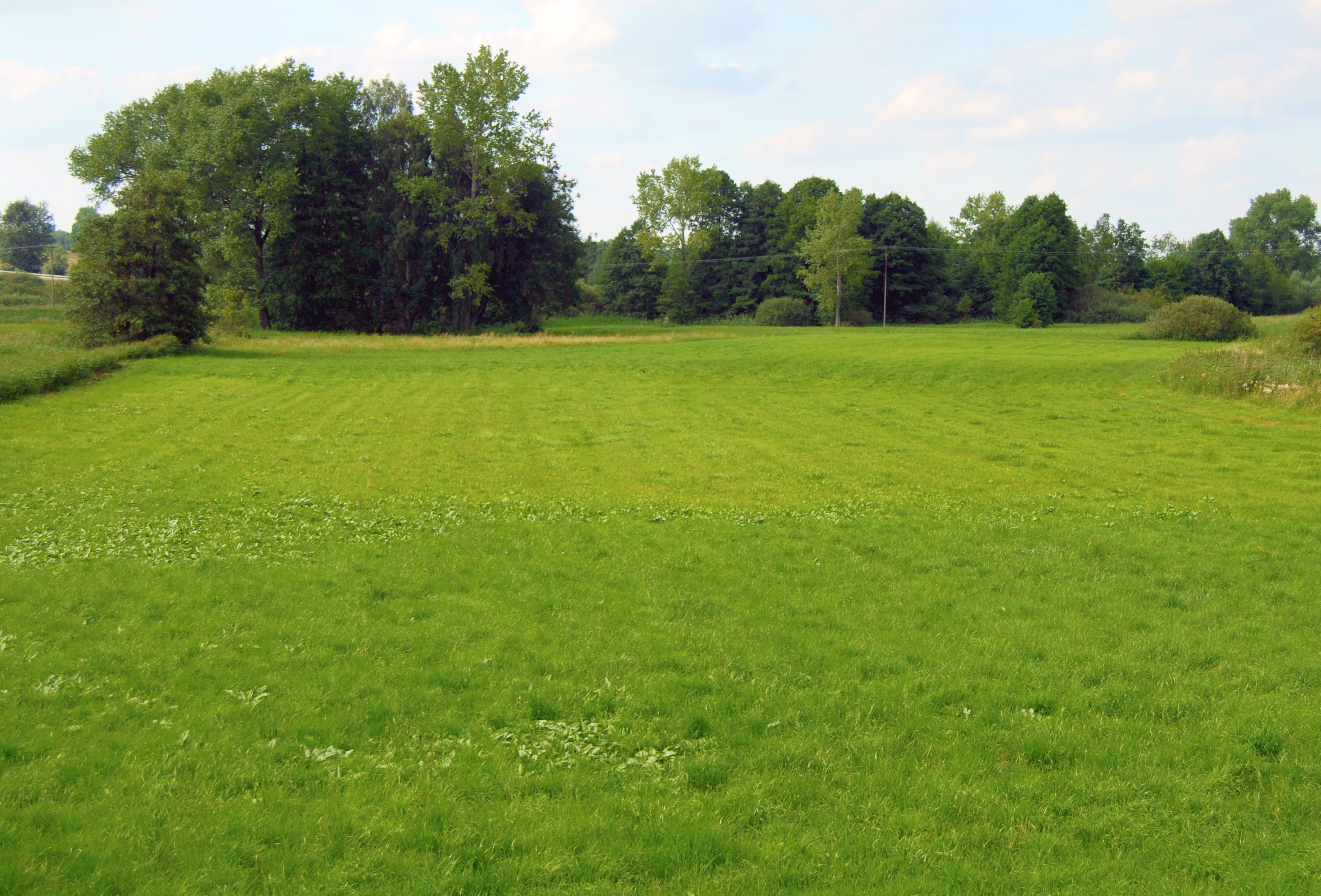
Użytki zielone

Użytki zielone – grunty rolne zajęte pod uprawę traw (łąki i pastwiska) lub innych upraw zielnych (ziół, roślin motylkowych), zarówno naturalnych, jak i powstałych w wyniku działalności rolniczej (zasianych). Użytki zielone (pastwiska) dostarczają paszy zielonej latem, a zimą siano i kiszonkę (łąki).
Ze względu na czas trwania użytkowania wyróżnia się użytki:
- trwałe – użytkowane trwale lub w okresach wieloletnich, nie włączone do płodozmianu przez okres co najmniej 5 lat lub dłużej,
- przemienne – użytkowane krótko i ujmowane w płodozmiany polowe, dostarczające paszy zielonej, siana, kiszonki.

| Państwa o największym udziale użytków zielonych w strukturze użytkowania ziemi | Państwa o największym udziale użytków zielonych w strukturze użytkowania ziemi | Państwa o największym udziale użytków zielonych w strukturze użytkowania ziemi | Państwa o największym udziale użytków zielonych w strukturze użytkowania ziemi |
| Lp.                                                                            | Państwo                                                                        | Udział %                                                                       |                                                                                |
| ------------------------------------------------------------------------------ | ------------------------------------------------------------------------------ | ------------------------------------------------------------------------------ | ------------------------------------------------------------------------------ |
| 1                                                                              | RPA                                                                            | 67%                                                                            |                                                                                |
| 2                                                                              | Australia                                                                      | 54%                                                                            |                                                                                |
| 3                                                                              | Argentyna                                                                      | 52%                                                                            |                                                                                |
| 4                                                                              | Uzbekistan                                                                     | 50%                                                                            |                                                                                |
| 5                                                                              | Wielka Brytania                                                                | 46%                                                                            |                                                                                |

| Państwa o najmniejszym udziale użytków zielonych w strukturze użytkowania ziemi | Państwa o najmniejszym udziale użytków zielonych w strukturze użytkowania ziemi | Państwa o najmniejszym udziale użytków zielonych w strukturze użytkowania ziemi | Państwa o najmniejszym udziale użytków zielonych w strukturze użytkowania ziemi |
| Lp.                                                                             | Państwo                                                                         | Udział %                                                                        |                                                                                 |
| ------------------------------------------------------------------------------- | ------------------------------------------------------------------------------- | ------------------------------------------------------------------------------- | ------------------------------------------------------------------------------- |
| 1                                                                               | Egipt                                                                           | 0%                                                                              |                                                                                 |
| 2                                                                               | Korea Południowa                                                                | 1%                                                                              |                                                                                 |
| 3                                                                               | Japonia                                                                         | 2%                                                                              |                                                                                 |
| 4                                                                               | Kanada                                                                          | 3%                                                                              |                                                                                 |
| 5                                                                               | Indie                                                                           | 4%                                                                              |                                                                                 |